# Torlit del Senegal
El torlit del Senegal (Burhinus senegalensis) és una espècie d'ocell de la família dels burrínids (Burhinidae) que habita vores de llacs i rius a la vall del Nil i l'Àfrica subsahariana al nord del l'Equador, des del sud de Mauritània, Senegal, Gàmbia i Guinea, cap a l'est fins a Etiòpia, Eritrea i nord-oest de Kenya.